# Love Will Turn You Around
Love Will Turn You Around è un album del cantautore statunitense Kenny Rogers, pubblicato dall'etichetta discografica Liberty nel 1982.
L'album è disponibile su long playing, musicassetta e compact disc.
Dal disco vengono tratti il singolo omonimo e A Love Song.

## Tracce

### Lato A
1. Love Will Turn You Around
2. A Love Song
3. Fightin' Fire with Fire
4. Maybe You Should Know
5. Somewhere Between Lovers and Friends

### Lato B
1. Take This Heart
2. If You Can Lie a Little Bit
3. I'll Take Care of You
4. The Fool in Me
5. I Want a Son